# Austrolimnophila asiatica
Austrolimnophila asiatica là một loài ruồi trong họ Limoniidae. Chúng phân bố ở miền Cổ bắc.